# Horní Burgundsko
Horní Burgundsko (latinsky Burgundia Transjurana, „zájurské“) na severu se stalo královstvím v roce 888 za Rudolfa z rodu Welfů. Později zde bylo svobodné Burgundské hrabství (říšské hrabství, dnešní francouzský region Franche-Comté).
V roce 933 syn hornoburgundského Rudolfa Rudolf II. Burgundský spojil obě Burgundska a vzniklo tak druhé Burgundské království zvané též království Arelatské podle hlavního města Arles.